# اس‌اس وستفالن (۱۹۰۵)

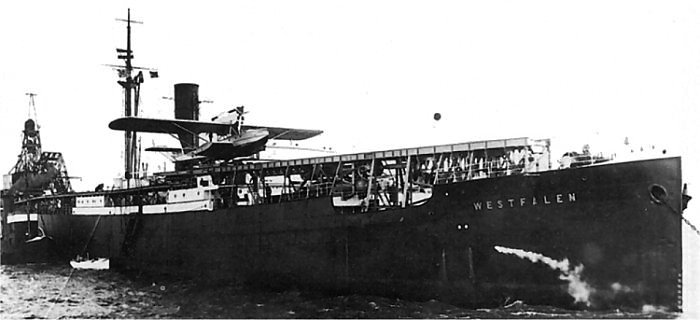
نگاره‌ای از اس‌اس وستفالن (۱۹۰۵) در سال ۱۹۳۳

اس‌اس وستفالن (۱۹۰۵) (به انگلیسی: SS Westfalen (1905)) یک کشتی بود که طول آن ۱۲۴٫۸ متر (۴۰۹ فوت ۵ اینچ) بود. این کشتی در سال ۱۹۰۵ ساخته شد.